# Pyura bouvetensis
Pyura bouvetensis är en sjöpungsart som beskrevs 1904 av Wilhelm Michaelsen. Arten ingår i släktet Pyura och familjen lädermantlade sjöpungar. Pyura bouvetensis förekommer i Södra Ishavet. Inga underarter finns listade i Catalogue of Life.